# Neon (Kaffeehaus)

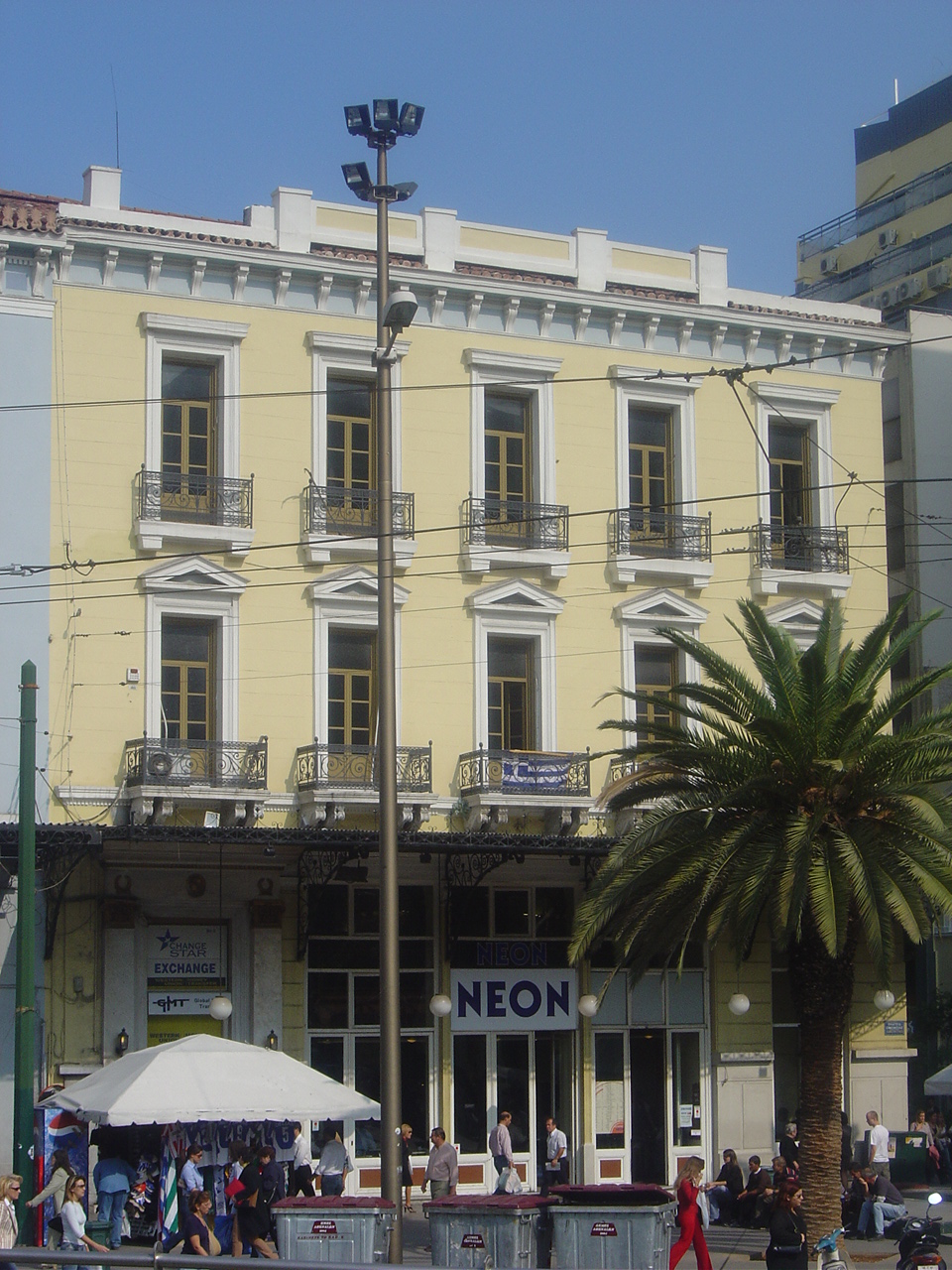
Das Neon, 2004. Die Alufenster des Gebäudes wurden mittlerweile gegen denkmalgerechte Holzfenster getauscht.

Das Neon ist ein seit 1920 bestehendes traditionsreiches Athener Kaffeehaus am Omonia-Platz. Wenngleich es als Kafenio bezeichnet wurde, hat es mit einem solchen wenig gemein. Heute wird es als Café und Restaurant von einer Gastronomiekette betrieben.

## Geschichte
Gegründet wurde das Kaffeehaus 1920 im ehemaligen Restaurant des weiter existierenden Hotels Carlton. Das Café hatte den Namen „Neon Byzantion“ (Neu-Byzanz), wurde aber bald nur Neon genannt. Es etablierte sich bald zum Treffpunkt der Generation der 30er Jahre und wurde als solches in zwei Bildern von Giannis Tsarouchis und in Fotos von Jean-François Bonhomme verewigt. In den 1990er-Jahren wurde es zu einem Schnellrestaurant umgebaut und um eine Filiale am Syntagma-Platz erweitert. 2007 wurde es restauriert und bis zur zwischenzeitlichen Schließung 2011 wieder als traditionelles Kaffeehaus betrieben. Mittlerweile wird es als Café und Restaurant unter dem Namen Fournos Veneti – Omnoia Neon von einer Gastronomiekette betrieben (Stand 2025).